# Tour de Turquía 2015
La 51.ª edición del Tour de Turquía fue una carrera de ciclismo en ruta por etapas que se celebró entre el 26 de abril y el 3 de mayo de 2015 con inicio en la ciudad de Alanya y final en la ciudad de Istanbul en Turquía. El recorrido constó de un total de 8 etapas sobre una distancia total de 1252 km.
La carrera hizo parte del circuito UCI Europe Tour 2015 dentro de la categoría 2.HC y fue ganada por el ciclista croata Kristijan Đurasek del equipo Lampre-Merida. Completaron el podio el argentino Eduardo Sepúlveda del Bretagne-Séché Environnement y el australiano Jay McCarthy del Tinkoff-Saxo.

## Equipos participantes
Tomaron la partida un total de 21 equipos, de los cuales 6 fueron de categoría UCI WorldTeam, 14 Profesional Continental y 1 Continental, quienes conformaron un pelotón de 165 ciclistas de los cuales terminaron 145. Los equipos participantes fueron:
| WorldTeams (6)- Etixx-Quick Step - Tinkoff-Saxo - Lampre-Merida - Lotto-Soudal - Orica-GreenEDGE - Astana Equipos continentales profesionales (14)- Androni Giocattoli-Sidermec - Bardiani CSF - Bretagne-Séché Environnement - Caja Rural-Seguros RGA - CCC Sprandi Polkowice - Colombia - Drapac - MTN-Qhubeka - Southeast - Nippo-Vini Fantini - Team Novo Nordisk - Topsport Vlaanderen-Baloise - UnitedHealthcare - Wanty-Groupe Gobert Equipo continental- Torku Şekerspor |
| |

## Etapas
| Etapa     | Fecha     | Recorrido           | type                   | Distancia (km) | Ganador         | Líder             |
| --------- | --------- | ------------------- | ---------------------- | -------------- | --------------- | ----------------- |
| 1.ª etapa | 26 de abr | Alanya – Alanya     | etapa escarpada        | 145            | Mark Cavendish  | Mark Cavendish    |
| 2.ª etapa | 27 de abr | Alanya – Antalya    | etapa escarpada        | 182            | Mark Cavendish  | Mark Cavendish    |
| 3.ª etapa | 28 de abr | Kemer – Elmalı      | etapa de media montaña | 163            | Davide Rebellin | Davide Rebellin   |
| 4.ª etapa | 29 de abr | Fethiye – Marmaris  | etapa escarpada        | 132            | André Greipel   | Davide Rebellin   |
| 5.ª etapa | 30 de abr | Muğla – Pamukkale   | etapa escarpada        | 160            | Sacha Modolo    | Davide Rebellin   |
| 6.ª etapa | 1 de may  | Denizli – Selçuk    | etapa de media montaña | 184            | Pello Bilbao    | Kristijan Đurasek |
| 7.ª etapa | 2 de may  | Selçuk – Esmirna    | etapa de media montaña | 165            | Mark Cavendish  | Kristijan Đurasek |
| 8.ª etapa | 3 de may  | Estambul – Estambul | etapa escarpada        | 121            | Lluís Mas       | Kristijan Đurasek |

## Clasificaciones finales
Las clasificaciones finalizaron de la siguiente forma:

### Clasificación general
| \| Clasificación general \| Clasificación general \| Clasificación general \| Clasificación general \| Clasificación general \| \| Ciclista \| Ciclista \| Equipo \| Tiempo \| \| \| --------------------- \| --------------------- \| ---------------------------- \| --------------------- \| --------------------- \| \| 1.º \| Kristijan Đurasek \| Lampre-Merida \| 31 h 06 min 44 s \| \| \| 2.º \| Eduardo Sepúlveda \| Bretagne-Séché Environnement \| + 32 s \| \| \| 3.º \| Jay McCarthy \| Tinkoff-Saxo \| + 56 s \| \| \| 4.º \| Alex Cano \| Colombia \| + 1 min 30 s \| \| \| 5.º \| Serge Pauwels \| MTN-Qhubeka \| + 1 min 32 s \| \| \| 6.º \| Mirko Selvaggi \| Wanty-Groupe Gobert \| + 1 min 58 s \| \| \| 7.º \| Enrico Barbin \| Bardiani CSF \| + 2 min 01 s \| \| \| 8.º \| Tomasz Marczynski \| Torku Şekerspor \| + 2 min 02 s \| \| \| 9.º \| Adam Hansen \| Lotto-Soudal \| + 2 min 11 s \| \| \| 10.º \| Javier Mejías \| Team Novo Nordisk \| + 2 min 15 s \| \| |                   |                              |                  |
| |                   |                              |                  |
| Fuente: ProCyclingStats |                   |                              |                  |
| Clasificación general |                   |                              |                  |
| Ciclista | Ciclista          | Equipo                       | Tiempo           |
| 1.º | Kristijan Đurasek | Lampre-Merida                | 31 h 06 min 44 s |
| 2.º | Eduardo Sepúlveda | Bretagne-Séché Environnement | + 32 s           |
| 3.º | Jay McCarthy      | Tinkoff-Saxo                 | + 56 s           |
| 4.º | Alex Cano         | Colombia                     | + 1 min 30 s     |
| 5.º | Serge Pauwels     | MTN-Qhubeka                  | + 1 min 32 s     |
| 6.º | Mirko Selvaggi    | Wanty-Groupe Gobert          | + 1 min 58 s     |
| 7.º | Enrico Barbin     | Bardiani CSF                 | + 2 min 01 s     |
| 8.º | Tomasz Marczynski | Torku Şekerspor              | + 2 min 02 s     |
| 9.º | Adam Hansen       | Lotto-Soudal                 | + 2 min 11 s     |
| 10.º | Javier Mejías     | Team Novo Nordisk            | + 2 min 15 s     |

### Clasificación por puntos
| Clasificación por puntos | Clasificación por puntos | Clasificación por puntos | Clasificación por puntos | Clasificación por puntos |
| Ciclista                 | Ciclista                 | Equipo                   | Puntos                   |                          |
| ------------------------ | ------------------------ | ------------------------ | ------------------------ | ------------------------ |
| 1.º                      | Mark Cavendish           | Etixx-Quick Step         | 60 pts                   |                          |
| 2.º                      | Daniele Ratto            | UnitedHealthcare         | 58 pts                   |                          |
| 3.º                      | Manuel Belletti          | Southeast                | 44 pts                   |                          |
| 4.º                      | Sacha Modolo             | Lampre-Merida            | 41 pts                   |                          |
| 5.º                      | Carlos Barbero           | Caja Rural-Seguros RGA   | 40 pts                   |                          |
| 6.º                      | Daniele Colli            | Nippo-Vini Fantini       | 36 pts                   |                          |
| 7.º                      | Jay McCarthy             | Tinkoff-Saxo             | 34 pts                   |                          |
| 8.º                      | Michal Kolář             | Tinkoff-Saxo             | 31 pts                   |                          |
| 9.º                      | Magnus Cort              | Orica-GreenEDGE          | 29 pts                   |                          |
| 10.º                     | Lluís Mas                | Caja Rural-Seguros RGA   | 26 pts                   |                          |

### Clasificación de la montaña
| Clasificación de la montaña | Clasificación de la montaña | Clasificación de la montaña  | Clasificación de la montaña | Clasificación de la montaña |
| Ciclista                    | Ciclista                    | Equipo                       | Puntos                      |                             |
| --------------------------- | --------------------------- | ---------------------------- | --------------------------- | --------------------------- |
| 1.º                         | Juan Pablo Valencia         | Colombia                     | 19 pts                      |                             |
| 2.º                         | Thomas de Gendt             | Lotto-Soudal                 | 13 pts                      |                             |
| 3.º                         | Songezo Jim                 | MTN-Qhubeka                  | 13 pts                      |                             |
| 4.º                         | Alex Cano                   | Colombia                     | 10 pts                      |                             |
| 5.º                         | Kristijan Đurasek           | Lampre-Merida                | 7 pts                       |                             |
| 6.º                         | Kenny De Ketele             | Topsport Vlaanderen-Baloise  | 6 pts                       |                             |
| 7.º                         | José Gonçalves              | Caja Rural-Seguros RGA       | 6 pts                       |                             |
| 8.º                         | Pello Bilbao                | Caja Rural-Seguros RGA       | 5 pts                       |                             |
| 9.º                         | Sean De Bie                 | Lotto-Soudal                 | 5 pts                       |                             |
| 10.º                        | Eduardo Sepúlveda           | Bretagne-Séché Environnement | 5 pts                       |                             |

### Clasificación de las metas volantes (sprints por las "Bellezas de Turquía")
| Clasificación de las metas volantes | Clasificación de las metas volantes | Clasificación de las metas volantes | Clasificación de las metas volantes | Clasificación de las metas volantes |
| Ciclista                            | Ciclista                            | Equipo                              | Puntos                              |                                     |
| ----------------------------------- | ----------------------------------- | ----------------------------------- | ----------------------------------- | ----------------------------------- |
| 1.º                                 | Lluís Mas                           | Caja Rural-Seguros RGA              |                                     |                                     |
| 2.º                                 | Federico Zurlo                      | UnitedHealthcare                    | 11 pts                              |                                     |
| 3.º                                 | Mark Cavendish                      | Etixx-Quick Step                    | 5 pts                               |                                     |
| 4.º                                 | José Gonçalves                      | Caja Rural-Seguros RGA              | 5 pts                               |                                     |
| 5.º                                 | Kenny De Ketele                     | Topsport Vlaanderen-Baloise         | 5 pts                               |                                     |
| 6.º                                 | Muhammet Atalay                     | Torku Şekerspor                     | 5 pts                               |                                     |
| 7.º                                 | Roy Jans                            | Wanty-Groupe Gobert                 | 5 pts                               |                                     |
| 8.º                                 | Mattia Pozzo                        | Southeast                           | 5 pts                               |                                     |
| 9.º                                 | Valerio Agnoli                      | Astana                              | 3 pts                               |                                     |
| 10.º                                | Songezo Jim                         | MTN-Qhubeka                         | 3 pts                               |                                     |

### Clasificación por equipos
| Clasificación por equipos | Clasificación por equipos   | Clasificación por equipos | Clasificación por equipos |
| Equipo                    | Equipo                      | Tiempo                    |                           |
| ------------------------- | --------------------------- | ------------------------- | ------------------------- |
| 1.º                       | Caja Rural-Seguros RGA      | 93 h 28 min 53 s          |                           |
| 2.º                       | Astana                      | + 7 min 06 s              |                           |
| 3.º                       | Colombia                    | + 8 min 13 s              |                           |
| 4.º                       | MTN-Qhubeka                 | + 10 min 46 s             |                           |
| 5.º                       | UnitedHealthcare            | + 11 min 00 s             |                           |
| 6.º                       | Lampre-Merida               | + 12 min 03 s             |                           |
| 7.º                       | Topsport Vlaanderen-Baloise | + 13 min 56 s             |                           |
| 8.º                       | Lotto-Soudal                | + 14 min 22 s             |                           |
| 9.º                       | Bardiani CSF                | + 16 min 02 s             |                           |
| 10.º                      | Tinkoff-Saxo                | + 17 min 01 s             |                           |

## Evolución de las clasificaciones
| Etapa                   | Vencedor                | Clasificación general | Clasificación por puntos | Clasificación de la montaña | Clasificación de los sprints "Bellezas de Turquía" | Clasificación por equipos |
| ----------------------- | ----------------------- | --------------------- | ------------------------ | --------------------------- | -------------------------------------------------- | ------------------------- |
| 1.ª                     | Mark Cavendish          | Mark Cavendish        | Mark Cavendish           | Federico Zurlo              | Federico Zurlo                                     | Bardiani CSF              |
| 2.ª                     | Mark Cavendish          | Mark Cavendish        | Mark Cavendish           | Federico Zurlo              | Lluís Mas                                          | Bardiani CSF              |
| 3.ª                     | Davide Rebellin         | Davide Rebellin       | Mark Cavendish           | Juan Pablo Valencia         | Lluís Mas                                          | CCC Sprandi Polkowice     |
| 4.ª                     | André Greipel           | Davide Rebellin       | Mark Cavendish           | Juan Pablo Valencia         | Lluís Mas                                          | CCC Sprandi Polkowice     |
| 5.ª                     | Sacha Modolo            | Davide Rebellin       | Sacha Modolo             | Juan Pablo Valencia         | Lluís Mas                                          | CCC Sprandi Polkowice     |
| 6.ª                     | Pello Bilbao            | Kristijan Đurasek     | Sacha Modolo             | Juan Pablo Valencia         | Lluís Mas                                          | Caja Rural-Seguros RGA    |
| 7.ª                     | Mark Cavendish          | Kristijan Đurasek     | Daniele Ratto            | Juan Pablo Valencia         | Lluís Mas                                          | Caja Rural-Seguros RGA    |
| 8.ª                     | Lluís Mas               | Kristijan Đurasek     | Mark Cavendish           | Juan Pablo Valencia         | Lluís Mas                                          | Caja Rural-Seguros RGA    |
| Clasificaciones finales | Clasificaciones finales | Kristijan Đurasek     | Mark Cavendish           | Juan Pablo Valencia         | Lluís Mas                                          | Caja Rural-Seguros RGA    |